# Loa (nématode)
Genre
Loa est un genre de nématodes (les nématodes sont un embranchement de vers non segmentés, recouverts d'une épaisse cuticule et menant une vie libre ou parasitaire).

## Liste d'espèces
Selon BioLib (5 février 2020) et IRMNG (5 février 2020) :
- Loa extraocularis Skrjabin, 1917
- Loa inquirenda Maplestone, 1938
- Loa loa (Cobbold, 1864)
- Loa papionis Treadgold, 1920